# シーピー化成
シーピー化成株式会社（シーピーかせい）は、岡山県井原市にある食品用トレー・食品包装資材を製造する企業。1999年（平成11年）にISO9002を取得。2002年（平成14年）にISO9001:2000へ移行。

## 沿革
1963年（昭和38年）に創業、1971年（昭和46年）に設立。旧社名は中国パール化成株式会社（ちゅうごくパールかせい）、2003年（平成15年）に現社名へ変更。

### 年表
- 2014年（平成26年） - 8月、広島県福山市駅家町法成寺（福山北産業団地）にPETを原料とする食品容器製造工場を新設し、稼働[1]。
- 2015年（平成27年）‐ FSSC 22000（英語版）取得（本社工場/物流センター）。
- 2019年（令和元年）- 日本テレビ系列の長時間番組 ２４時間テレビ「愛は地球を救う チャリティーイベント」の協賛企業となり募金活動に努める。

## 概要

### オフィス
- 東京・大阪・名古屋・仙台・福岡・岡山・札幌・金沢

### 工場
- 岡山・広島・福島

### 物流拠点
- 岡山・福島・北海道・岐阜・埼玉・熊本

### 関連会社
- シーピー関東（2002年設立。福島県泉崎村の中核工業団地の立地起業のうちの1つ）

### 元関連会社
- 中国パール販売株式会社（現在はエフピコのグループ企業「エフピコチューパ株式会社」）